# بسيرين
بسيرين قرية سورية تتبع ناحية مركز حماة في منطقة مركز حماة في محافظة حماة. تقع جنوب مدينة حماة على أوتستراد حمص - حماة تتوسط عدة قرى منها معرين في الشمال الشرقي وتل قرطل في الشرق وأيو في الشمال الغربي والسويدة الغربية في الجنوب الغربي وكفربهم في الشمال الغربي. 
بلغ عدد سكانها 4,697 نسمة في عام 2004 حسب إحصاء المكتب المركزي للإحصاء. يعمل أغلب سكانها بالزراعة وتجارة الحبوب والتعليم .